# Toxey
Toxey – miasto w Stanach Zjednoczonych, w stanie Alabama, w hrabstwie Choctaw. W roku 2023 miasto zamieszkiwało 137 osób, a gęstość zaludnienia wynosiła 76,1 osoby/km².